# Aldbourne
Aldbourne är en ort och civil parish i Storbritannien. Den ligger i grevskapet Wiltshire och riksdelen England, i den södra delen av landet, 100 km väster om huvudstaden London. Aldbourne ligger 134 meter över havet och antalet invånare är 1 652.
Terrängen runt Aldbourne är huvudsakligen platt. Aldbourne ligger nere i en dal. Runt Aldbourne är det ganska tätbefolkat, med 90 invånare per kvadratkilometer. Närmaste större samhälle är Swindon, 14,1 km nordväst om Aldbourne. Trakten runt Aldbourne består till största delen av jordbruksmark.
Kustklimat råder i trakten. Årsmedeltemperaturen i trakten är 8 °C. Den varmaste månaden är juli, då medeltemperaturen är 16 °C, och den kallaste är januari, med 1 °C.